# IMac (Intel)
L'iMac con processore Intel è un computer all-in-one prodotto da Apple dal 2006. Sostituisce l'iMac G5, mantenendone la stessa estetica nella sua prima generazione e ottimizzandola nelle generazioni successive.
Le diverse generazioni si basano sui processori Core Duo, 2 Duo, Core i3, i5 ed i7. I modelli precedenti al 2009 presentavano una scocca in policarbonato bianco o di alluminio, mentre sui successivi è composto da un solo blocco di alluminio, design mantenuto ancora oggi. Gli iMac rilasciati da ottobre 2012 presentano inoltre un display molto più sottile, con il bordo che misura solo 5 mm.

## Versioni

### Prima generazione
Avendo cambiato l'architettura dei propri sistemi, Apple ha previsto nel proprio sistema operativo (macOS 10.4), una software di emulazione che ha permesso alle applicazioni, scritte per l'architettura IBM PowerPC della precedente generazione, di funzionare anche su architettura Intel. Questa tecnologia, nota con il nome di Rosetta, è un software che lavora in background capace di tradurre i software compilati per PowerPC in linguaggio x86 in tempo reale. Dai vari test effettuati, sembra che il calo di prestazioni nell'utilizzo di applicazioni interpretate da Rosetta, rispetto a versioni in codice nativo delle stesse, sia molto contenuto, non superiore al 10%.
Questa nuova architettura ha avuto una serie di conseguenze a posteriori considerate quasi universalmente positive per il mondo Mac.
I modelli dei computer Apple si sono via via, nel tempo, uniformati agli standard hardware presenti sul mercato; tutti i sistemi di input e output sono diventati da molto tempo standard e ora, con l'introduzione di processori non prodotti esclusivamente (o quasi, come succedeva con Motorola e IBM) per i propri modelli bensì prodotti su larga scala, Apple ha ottenuto una maggiore reperibilità dei componenti a un prezzo più concorrenziale.
Inoltre, da questo momento il cuore dei Mac diventa lo stesso cuore di molti PC basati su Windows; questo comporta la possibilità di avviare Windows anche sui Mac. L'avvio si può fare sia in modo nativo che virtualizzato.
Apple mette a disposizione Assistente Boot Camp, un sistema per partizionare il disco, installare Windows e tutti i driver necessari per utilizzare nativamente l'hardware Mac (tastiera, mouse, telecamera iSight, microfono, USB, FireWire, e così via).
Software di terze parti permetto di avviare direttamente gli applicativi in emulazione senza installare alcun sistema operativo Windows, sistema che presenta molte limitazioni, mentre altri permettono di installare Windows su una immagine disco e di utilizzarlo in virtualizzazione in contemporanea con il sistema operativo macOS permettendo una facile interazione tra i due sistemi.

#### Inizio 2006
L'iMac Intel Core Duo è una famiglia di computer all-in-one della Apple. La famiglia rappresenta il primo passo in avanti da parte della "casa della mela" verso l'architettura x86 ed in particolare verso Intel, uno dei più importanti produttori di CPU mondiali.

##### Caratteristiche tecniche
Si tratta di un sistema interamente basato su un processore dual core con architettura x86, il Core Duo (conosciuto anche con il nome in codice di Yonah) presentato insieme al MacBook Pro durante il Macworld Expo del 10 gennaio 2006, svoltosi a San Francisco. L'aspetto esteriore è rimasto invariato rispetto al precedente modello di computer portatile basato sull'architettura PowerPC, ma la componentistica interna è stata totalmente modificata.
In termini prestazionali si parla, secondo i dati forniti da Apple, di una velocità circa 2 volte superiore rispetto ai sistemi basati su processore G5 nonostante sia stata diminuita la frequenza di clock e le nuove CPU abbiano un'architettura esclusivamente a 32 bit, rispetto ai 64 bit dei processori G5.

##### Caratteristiche generali
Questa nuova release, oltre ad aver introdotto i nuovi processori della famiglia Intel, ha aggiunto il supporto della scrivania estesa nell'uscita video unitariamente a una più potente scheda video ATI Radeon X1600.
Le altre caratteristiche coincidono con l'iMac G5 di ultima generazione: iSight integrata, Front Row, Photo Booth e Apple Remote, per citare solo le principali.

##### Modelli
Disponibile dal gennaio 2006 nei modelli 17 pollici con processore da 1,83 GHz e 20 pollici con processore Core Duo da 2 GHz. Il modello più piccolo aveva una scheda video con memoria condivisa e non memoria dedicata sulla scheda.
- CPU - Intel Core Duo da 1,83 o 2,00 GHz (dual core).
- Bus - 667 MHz
- RAM - Fino a 2 moduli SO-DIMM da 1 GB (totale, 2 GB)
- Scheda video - Intel GMA950 o GPU Ati x1600 con 128 MiB di RAM dedicata (fino a 256 MiB di RAM opzionale sul modello 20")
- Hard Disk - 160 o 250 GB (opzionale fino a 500 GB)
- Unità Ottica - SuperDrive 8x
- Sistema operativo - Mac OS X 10.4.4 Mighty Mouse e Apple Keyboard

#### Fine 2006
L'iMac Intel Core 2 Duo è una famiglia di computer all-in-one della Apple. In particolare è una revisione aggiornata e più veloce dell'iMac Intel Core Duo, ovvero il primo modello di iMac dotato di processori Intel.

##### Caratteristiche
Questa nuova release, oltre ad aver introdotto i nuovi processori della famiglia Intel a 64-bit, introdusse il modello da 24 pollici; questa nuova release inoltre era disponibile con processori Core 2 Duo da 1,83 GHz, 2 GHz e 2,16 GHz. Venne anche introdotta la porta FireWire 800 ma solo nella versione da 24" e schede video opzionali più performanti.
Le altre caratteristiche coincidono con l'iMac che ha sostituito.

##### Modelli e configurazioni disponibili
- CPU - Intel Core 2 Duo da 1,83, 2,00 o 2,16 GHz (dual core).
- Bus - 667 MHz
- RAM - Fino a 2 moduli SO-DIMM da 2 GB (totale, 4 GB)
- Scheda video - GPU Ati x1600 con 128 MiB di RAM dedicata (fino a 256 MiB di RAM opzionale sul modello 20" e 24")
- Hard disk - 160 o 250 GB (opzionale fino a 500 GB)
- Unità ottica - SuperDrive 8x
- Sistema operativo - Mac OS X 10.4.7 Mighty Mouse e Apple Keyboard

### Seconda generazione
L'iMac Aluminum rappresenta un restyling estetico, oltreché tecnico, degli iMac con processore Intel Core 2 Duo.
Dall'estro creativo che contraddistingue la Apple, infatti, scaturisce una nuova versione di iMac, sempre con processori Intel Core 2 Duo, ma con una linea molto più accattivante e un aspetto più professionale.
L'idea di fondo è la stessa dei precedenti modelli: un computer All-In-One che è però ora in alluminio anodizzato con monitor TFT, retroilluminazione a LED protetto da un vetro glossy e con un bordo nero.
Dispone di una FireWire 800 oltre che di 4 porte USB e la telecamera integrata iSight (perfettamente nascosta nella cornice nera dello schermo). La tastiera, che eredita il design ultrasottile dei tasti dai modelli portatili, ora poggia su una piastra in alluminio. Negli ultimi modelli è di serie la configurazione con tastiera e mouse senza fili. L'introduzione di materiali riciclabili come il vetro e l'alluminio nella fabbricazione delle nuove linee di prodotti concretizza le dichiarazioni di Apple di voler contribuire allo sviluppo sostenibile.

#### Metà 2007
Il 7 agosto 2007 viene introdotto il processore Intel Core 2 Duo (Merom) con una frequenza che parte da 2,0 fino a 2,8 GHz.
Di seguito è riportata una tabella riassuntiva:
| Specifiche   | Specifiche   | iMac 20"                                 | iMac 20"                                                                      | iMac 24"                                                                      |
| Specifiche   | Specifiche   | 2 GHz                                    | 2,4 GHz                                                                       | 2,4 GHz                                                                       |
| ------------ | ------------ | ---------------------------------------- | ----------------------------------------------------------------------------- | ----------------------------------------------------------------------------- |
| Dimensioni   | Altezza      | 46,9 cm                                  | 46,9 cm                                                                       | 52 cm                                                                         |
| Dimensioni   | Larghezza    | 48,5 cm                                  | 48,5 cm                                                                       | 56,9 cm                                                                       |
| Dimensioni   | Profondità   | 18,9 cm                                  | 18,9 cm                                                                       | 20,7 cm                                                                       |
| Peso         | Peso         | 9,1 kg                                   | 11,5 kg                                                                       | 11,5 kg                                                                       |
| Processore   | Processore   | Intel Core 2 Duo 2 GHz con 4 MB di cache | Intel Core 2 Duo 2,4 GHz con 4 MB di cache Intel Core 2 Duo Extreme a 2,8 GHz | Intel Core 2 Duo 2,4 GHz con 4 MB di cache Intel Core 2 Duo Extreme a 2,8 GHz |
| RAM          | RAM          | 1 GB DDR2 667 MHz                        | 1 GB DDR2 667 MHz                                                             | 1 GB DDR2 667 MHz                                                             |
| Disco rigido | Disco rigido | 250, 320 o 500 GB a 7200 giri/min        | 320, 500 o 750 GB a 7200 giri/min                                             | 320, 500, 750 o 1024 GB a 7200 giri/min                                       |
| Unità ottica | Unità ottica | SuperDrive                               | SuperDrive                                                                    | SuperDrive                                                                    |
| Schermo      | Schermo      | TFT widescreen lucido da 20" (1680x1050) | TFT widescreen lucido da 20" (1680x1050)                                      | TFT widescreen lucido da 24" (1920x1200)                                      |
| Scheda video | Scheda video | ATI Radeon HD 2400 XT 128 MB             | ATI Radeon HD 2600 PRO 256 MB                                                 | ATI Radeon HD 2600 PRO 256 MB                                                 |
| Software     | Software     | Mac OS X Leopard iLife '08               | Mac OS X Leopard iLife '08                                                    | Mac OS X Leopard iLife '08                                                    |

#### Inizio 2008
Questa nuova versione utilizza una circuiteria per la scheda logica creata in esclusiva da Intel per Apple e presenta caratteristiche molto simili a quella Montevina di prossima introduzione. Monta un processore a 45 nanometri con clock fino a 3,06 GHz, memorie DDR2 a 800 MHz e frontbus a 1066 MHz.
Tutta la macchina ha subito restyling estetici minori e notevoli nuove soluzioni sia hardware che software. Il prezzo per il mercato italiano è stato ridotto grazie alla debolezza del dollaro.
Di seguito è riportata una tabella riassuntiva:
| Componenti          | iMac 20"                                                   | iMac 24"                                                    |
| ------------------- | ---------------------------------------------------------- | ----------------------------------------------------------- |
| Processore          | Intel Core 2 Duo 2,4 GHz Intel Core 2 Duo 2,66 GHz         | Intel Core 2 Duo 2,8 GHz Intel Core 2 Extreme 3,06 GHz      |
| RAM                 | 1 GB DDR2 800 MHz 2 GB DDR2 800 MHz                        | 2 GB DDR2 800 MHz                                           |
| Disco rigido        | 250 o 320 GB                                               | 320 o 500 GB                                                |
| Scheda video        | ATI Radeon HD 2400 XT 128 MB ATI Radeon HD 2600 PRO 256 MB | ATI Radeon HD 2600 PRO 256 MB NVIDIA GeForce 8800 GS 512 MB |
| Lettore             | SuperDrive                                                 | SuperDrive                                                  |
| Risoluzione monitor | 1680x1050                                                  | 1920x1200                                                   |

#### inizio 2009
Apple nel marzo del 2009 rinnova l'intera gamma dei suoi computer da scrivania, tra cui gli iMac, ora con frontbus più veloce (1066 MHz), più memoria e più spazio su disco. Cambiano anche le schede video, adottando sui modelli entry-level processori grafici con memoria condivisa già presenti sui portatili Apple da 13".
Di seguito è riportata una tabella riassuntiva:
| Componenti          | iMac 20"                  | iMac 24"                  | iMac 24"                     | iMac 24"                     |
| ------------------- | ------------------------- | ------------------------- | ---------------------------- | ---------------------------- |
| Processore          | Intel Core 2 Duo 2,66 GHz | Intel Core 2 Duo 2,66 GHz | Intel Core 2 Duo 2,93 GHz    | Intel Core 2 Duo 3,06 GHz    |
| RAM                 | 2GB DDR3 1066 MHz         | 4GB DDR3 1066 MHz         | 4GB DDR3 1066 MHz            | 4GB DDR3 1066 MHz            |
| Disco rigido        | 320 GB                    | 640 GB                    | 640 GB                       | 1 TB                         |
| Scheda video        | NVIDIA GeForce 9400M      | NVIDIA GeForce 9400M      | NVIDIA GeForce GT 120 256 MB | NVIDIA GeForce GT 130 512 MB |
| Lettore             | SuperDrive                | SuperDrive                | SuperDrive                   | SuperDrive                   |
| Risoluzione monitor | 1680x1050                 | 1920x1200                 | 1920x1200                    | 1920x1200                    |

### Terza generazione
l'iMac Unibody rappresenta un importante restyling estetico della linea di computer all-in-one della Apple, oltre che una serie di migliorie tecniche.
Rispetto alla linea Aluminum, questa nuova versione degli iMac presenta un aspect ratio di 16:9, su schermi di 21,5 e 27 pollici, con risoluzioni rispettivamente di 1920x1080 e 2560x1440 pixel. Su alcuni modelli sono presenti schede video nVidia, e non solo AMD come sui modelli precedenti.

#### Fine 2009
Vengono introdotti nuovi iMac, la cui caratteristica principale rispetto ai vecchi modelli in alluminio, sono i nuovi display più grandi da 21,5" e 27", con retroilluminazione a LED e il guscio in un blocco unico Unibody. Cambia anche il formato che passa da 16:10 a 16:9, che Apple stessa definisce perfetti per la visualizzazione di filmati in HD. Questa peculiarità è confermata dalla risoluzione dei monitor che è di 1920x1080 pixel sul modello da 21,5" e di 2560x1440 pixel su quello da 27". Le altre novità sono: il pannello sul retro è totalmente in alluminio come già il monitor a LED da 24" (sparisce la plastica nera), tutti i modelli sono dotati di tastiera senza fili e Magic Mouse, schede grafiche e processori più potenti.
Queste le configurazioni di vendita:
| Modelli             | iMac 21,5"                | iMac 21,5"                | iMac 27"                  | iMac 27"                         |
| ------------------- | ------------------------- | ------------------------- | ------------------------- | -------------------------------- |
| Processore          | Intel Core 2 Duo 3,06 GHz | Intel Core 2 Duo 3,06 GHz | Intel Core 2 Duo 3,06 GHz | Intel Core i5 quad-core 2.66 GHz |
| RAM                 | 4GB DDR3 1066 MHz         | 4GB DDR3 1066 MHz         | 4GB DDR3 1066 MHz         | 4GB DDR3 1066 MHz                |
| Disco rigido        | 500 GB                    | 1 TB                      | 1 TB                      | 1 TB                             |
| Scheda video        | NVIDIA GeForce 9400M      | ATI Radeon HD 4670 256 MB | ATI Radeon HD 4670 256 MB | ATI Radeon HD 4850 512 MB        |
| Lettore             | SuperDrive                | SuperDrive                | SuperDrive                | SuperDrive                       |
| Risoluzione monitor | 1920x1080                 | 1920x1080                 | 2560x1440                 | 2560x1440                        |
| Prezzo              | 1.099€                    | 1.349€                    | 1.499€                    | 1.799€                           |

#### Metà 2010
Viene fatto un aggiornamento al modello del 2009. Vengono aggiunti processori qualitativamente più potenti (Intel Core i3 e i5, con la possibilità di aggiungere anche i7) per un utilizzo migliore, anche per il futuro Sistema Operativo Mac OS X Lion. Vengono anche migliorate le schede video. Per tutti i modelli si utilizzeranno le ATI.
Queste le configurazioni in vendita:
| Modelli             | iMac 21,5"                | iMac 21,5"                | iMac 27"                  | iMac 27"                        |
| ------------------- | ------------------------- | ------------------------- | ------------------------- | ------------------------------- |
| Processore          | Intel Core i3 3.06 GHz    | Intel Core i3 3.2 GHz     | Intel Core i3 3.2 GHz     | Intel Core i5 quad-core 2.8 GHz |
| RAM                 | 4 GB DDR3 1333 MHz        | 4 GB DDR3 1333 MHz        | 4 GB DDR3 1333 MHz        | 4 GB DDR3 1333 MHz              |
| Disco rigido        | 500 GB                    | 1 TB                      | 1 TB                      | 1 TB                            |
| Scheda video        | ATI Radeon HD 4670 256 MB | ATI Radeon HD 5670 512 MB | ATI Radeon HD 5670 512 MB | ATI Radeon HD 5750 1 GB         |
| Lettore             | SuperDrive                | SuperDrive                | SuperDrive                | SuperDrive                      |
| Risoluzione monitor | 1920x1080                 | 1920x1080                 | 2560x1440                 | 2560x1440                       |
| Prezzo              | 1.199€                    | 1.499€                    | 1.699€                    | 1.999€                          |

#### Metà 2011
Viene fatto un aggiornamento al modello del 2010. Vengono aggiunti processori qualitativamente più potenti (Intel Core i5 e i7 di seconda generazione) per un utilizzo migliore, anche per il futuro Sistema Operativo Mac OS X Lion. Vengono anche migliorate le schede video. Per tutti i modelli si utilizzeranno le AMD.
Queste le configurazioni in vendita:
| Modelli             | iMac 21,5"                 | iMac 21,5"                 | iMac 27"                   | iMac 27"                 |
| ------------------- | -------------------------- | -------------------------- | -------------------------- | ------------------------ |
| Processore          | Intel Core i5 2,5 GHz      | Intel Core i5 2,7 GHz      | Intel Core i5 2,7 GHz      | Intel Core i5 3,1 GHz    |
| RAM                 | 4GB DDR3 1333 MHz          | 4GB DDR3 1333 MHz          | 4GB DDR3 1333 MHz          | 4GB DDR3 1333 MHz        |
| Disco rigido        | 500 GB                     | 1 TB                       | 1 TB                       | 1 TB                     |
| Scheda video        | AMD Radeon HD 6750M 512 MB | AMD Radeon HD 6770M 512 MB | AMD Radeon HD 6770M 512 MB | AMD Radeon HD 6970M 1 GB |
| Lettore             | SuperDrive                 | SuperDrive                 | SuperDrive                 | SuperDrive               |
| Risoluzione monitor | 1920x1080                  | 1920x1080                  | 2560x1440                  | 2560x1440                |
| Prezzo              | 1.158€                     | 1.461€                     | 1.663€                     | 1.915€                   |

#### Fine 2012
La serie iMac viene aggiornata sotto il punto di vista tecnico e, dopo tre anni, anche dal punto di vista estetico. Vengono aggiornate le CPU, con l'introduzione della serie Ivy Bridge, e le GPU con l'abbandono delle schede AMD a favore della serie GeForce 600 di NVIDIA (il modello base adotterà in seguito una GPU Intel Iris Pro). Su ogni modello la memoria RAM minima sale a 8GB, con una frequenza di 1600 MHz. La capacità di archiviazione sale a 1TB per ogni modello, con la possibilità di adottare, sui modelli da 27", SSD fino a 768GB e, su tutti i modelli, la nuova tecnologia Fusion drive, che combina HDD e SSD. Vengono inoltre adottate quattro prese USB 3. Il design è stato profondamente modificato, con una diminuzione dell'80% dello spessore sui bordi, ottenuta grazie ad una riprogettazione dello schermo, che garantisce il 75% dei riflessi in meno, e all'eliminazione del lettore ottico. I modelli da 21" sono disponibili a un prezzo di lancio di € 1.379 (portato in seguito a € 1.329), mentre quelli da 27" a partire da € 1.899 (abbassato in seguito a € 1.849).
| Modelli             | iMac 21,5"            | iMac 21,5"                  | iMac 27"                                                           | iMac 27"                                                           |
| ------------------- | --------------------- | --------------------------- | ------------------------------------------------------------------ | ------------------------------------------------------------------ |
| Processore          | Intel Core i5 2,7 GHz | Intel Core i5 2,9 GHz       | Intel Core i5 3,2 GHz                                              | Intel Core i5 3,4 GHz                                              |
| RAM                 | 8 GB DDR3 1600 MHz    | 8 GB DDR3 1600 MHz          | 8 GB DDR3 1600 MHz; 4 slot per l'espansione accessibili all'utente | 8 GB DDR3 1600 MHz; 4 slot per l'espansione accessibili all'utente |
| Disco rigido        | 1 TB a 5400 giri/min  | 1 TB a 5400 giri/min        | 1 TB a 7200 giri/min                                               | 1 TB a 7200 giri/min                                               |
| Scheda video        | Intel Iris Pro        | NVIDIA GeForce GT 750M 1 GB | NVIDIA GeForce GT 755M 1 GB                                        | NVIDIA GeForce GTX 755M 2 GB                                       |
| Risoluzione monitor | 1920x1080             | 1920x1080                   | 2560x1440                                                          | 2560x1440                                                          |
| Prezzo              | 1.329€                | 1.529€                      | 1.849€                                                             | 2.029€                                                             |

È possibile modificare il proprio iMac a seconda delle proprie esigenze. Naturalmente tutte le variazioni hanno un costo aggiuntivo.